# Боинг 747-8
Боинг 747-8 (енгл. Boeing 747-8) је широкотрупни комерцијални авион која је тренутно у фази развоја. Званично је лансиран током 2005. године, ваздухоплов типа 747-8 је четврта генерација из 747 серије авиона, на коме је продужен труп, редизајниране криле и побољшан ефикасност. Ваздухоплов 747-8 је највећа 747 верзија и највећи комерцијални авион изграђен у Сједињеним Државама.
Први полет авиона овог типа био је дана 8. фебруара 2010. године. Очекивано је да ће први теретни авион овог типа бити испоручен током средине 2011. године, а затим путничка верзија после тога. Од јуна 2010. године, Боинг има 109 испорука ових авиона, где су 76 за теретну верзију, односно 32 за путничку верзију као и 1 ВИП варијанта.

## Поруџбина
| Датум                       | Застава      | Корисник                    | 747‑8I | 747‑8F | Укупно |
| 15. нов. 2005.              | Луксембург   | Карголукс                   |        | 10     | 10     |
| 15. нов. 2005.              | Јапан        | Нипон карго ерлајнс         |        | 8      | 8      |
| 30. маја 2006.              | САД          | Боинг бизнис џет            | 1      |        | 1      |
| 11. септ. 2006.             | САД          | Атлас ер                    |        | 12     | 12     |
| 29. септ. 2006.             | САД          | Боинг бизнис џет            | 2      |        | 2      |
| 29. септ. 2006.             | САД          | Гугенхеим ејвијешн партнерс |        | 2      | 2      |
| 30. септ. 2006.             | УАЕ          | Дубаи аероспејс ентерпрајз  |        | 10     | 10     |
| 6. нов. 2006.               | САД          | Боинг бизнис џет            | 1      |        | 1      |
| 30. нов. 2006.              | Русија       | Волга-Днепр ерлајнс         |        | 5      | 5      |
| 6. дец. 2006.               | Немачка      | Луфтханза                   | 20     |        | 20     |
| 28. дец. 2006.              | Јужна Кореја | Коријан ер                  |        | 5      | 5      |
| 9. мар. 2007.               | Јапан        | Нипон карго ерлајнс         |        | 6      | 6      |
| 20. мар. 2007.              | Луксембург   | Карголукс                   |        | 3      | 3      |
| 10. јул. 2007.              | САД          | Боинг бизнис џет            | 1      |        | 1      |
| 8. нов. 2007.               | Кина         | Катеј Пацифик               |        | 10     | 10     |
| 31. дец. 2007.              | УАЕ          | Дубаи аероспејс ентерпрајз  |        | 5      | 5      |
| 8 јан. 2008.                | САД          | Боинг бизнис џет            | 1      |        | 1      |
| 16. апр. 2008.              | САД          | Боинг бизнис џет            | 1      |        | 1      |
| 7. дец. 2009.               | Јужна Кореја | Коријан ер                  | 5      |        | 5      |
| 3. јун. 2010.               | САД          | Боинг бизнис џет            | 1      |        | 1      |
| 17. јул. 2018.              | Русија       | Волга-Дњепр                 |        | 5      | 5      |
| Укупно потврђених поруџбине |              |                             | 33     | 81     | 114    |

### Слични авиони
- Ербас А380
- Антонов Ан-124